# Isabelle Duthoit

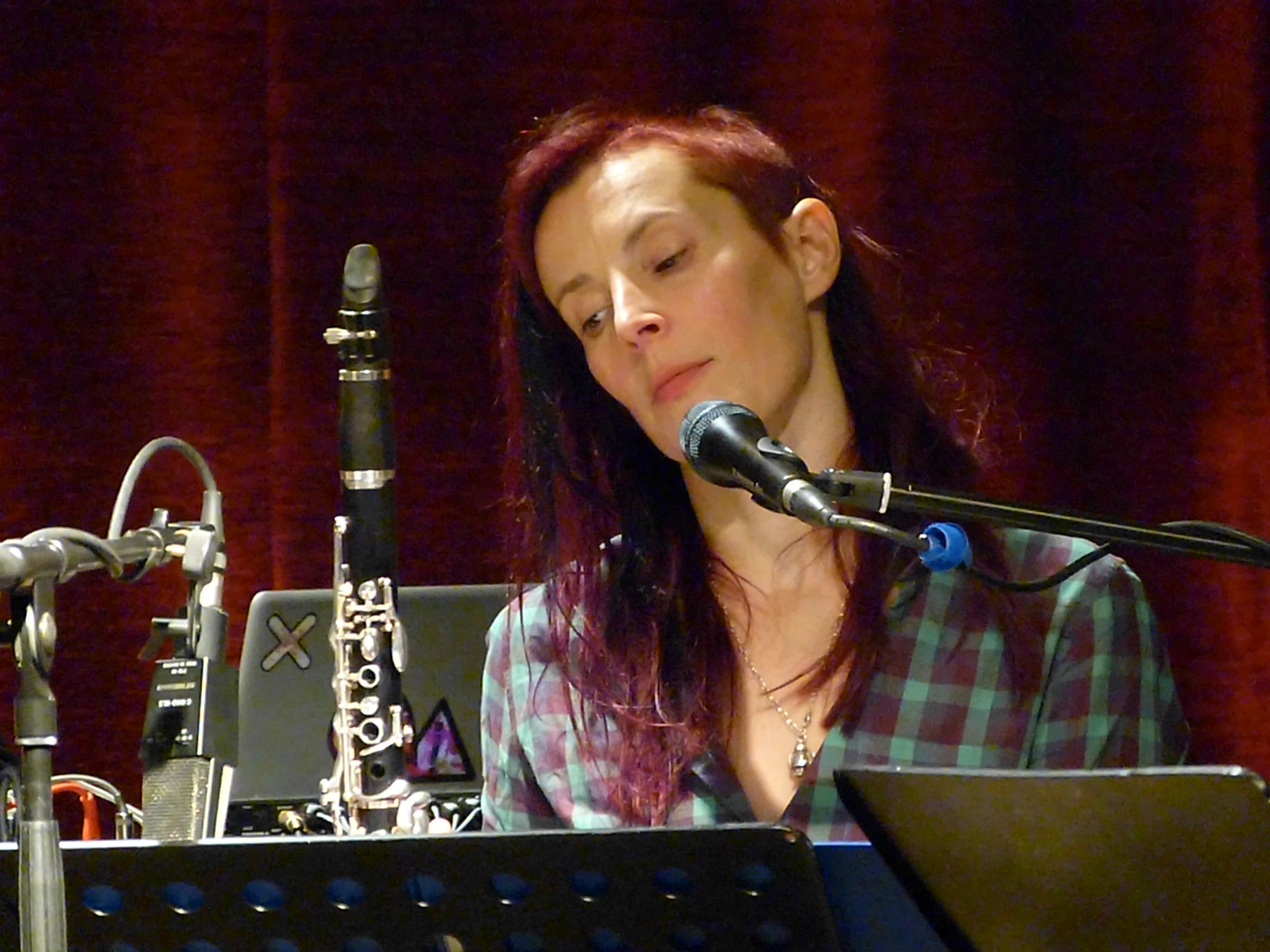
Isabelle Duthoit auf dem SWR New Jazz Meeting im Loft (Köln) 2012

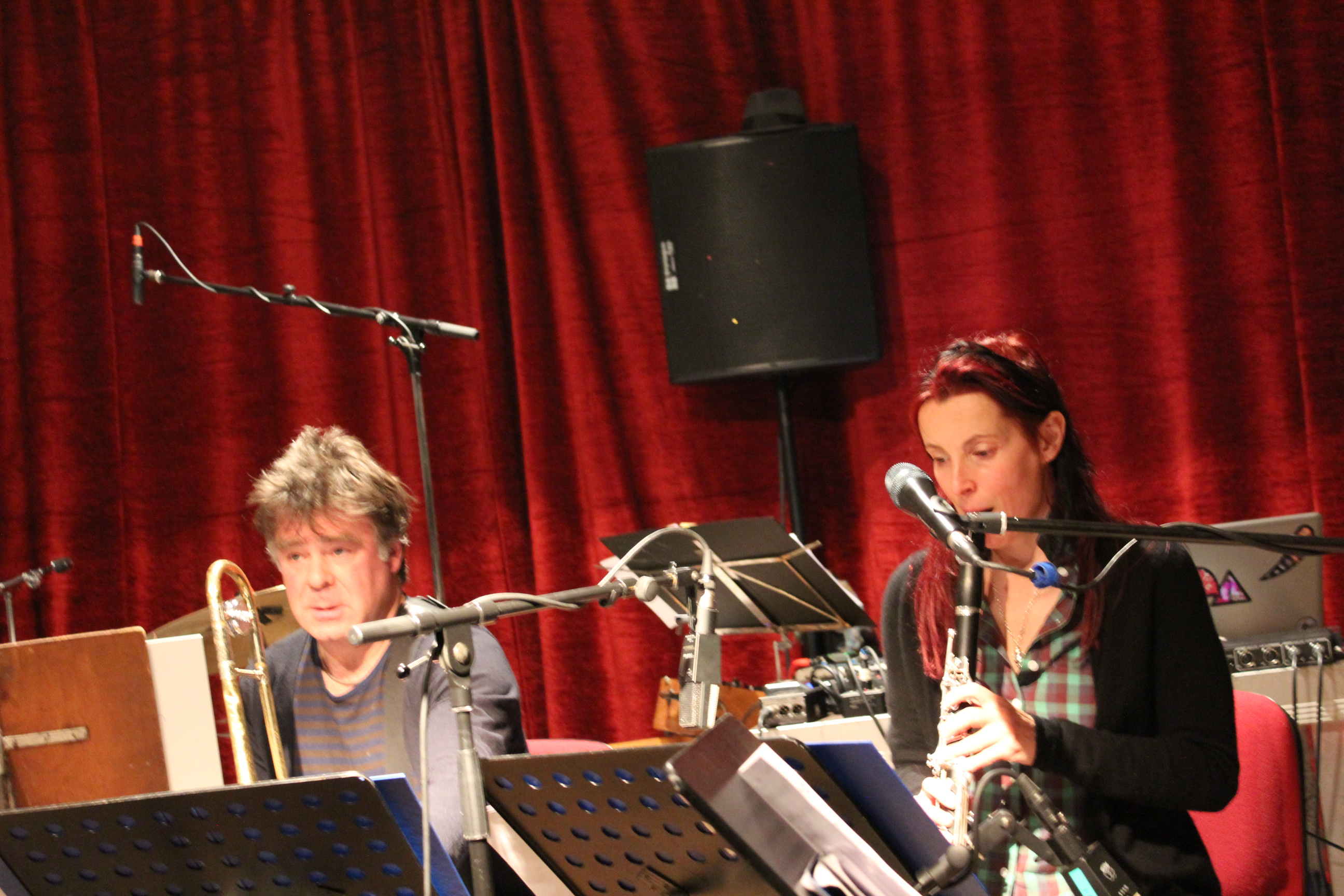
Isabelle Duthoit mit Wolter Wierbos (links) auf dem SWR New Jazz Meeting 2012

Isabelle Duthoit (* 6. Dezember 1970 in Montargis, Département Loiret) ist eine französische Jazz- und Improvisationsmusikerin (Klarinette, Gesang) und Komponistin im Bereich des Creative Jazz, freier Improvisationsmusik und zeitgenössischer Kompositionsmusik.

## Leben und Wirken
Duthoit begann 1991 ihr klassisches Musikstudium am Conservatoire national supérieur de musique et de danse in Lyon bei Jacques Di Donato, das sie 1995 mit Diplom abschloss. Mit Donato gründete sie 1994 das Festival Fruits de Mhère  für Improvisationsmusik und komponierte die Theatermusik le temps du souffle. In der zweiten Hälfte des Jahrzehnts ging sie mit Donato auf Tourneen in die Vereinigten Staaten; außerdem arbeitete sie mit Interpreten der Kammermusik wie Sonia Wieder-Atherton und Raphaël Oleg. Sie trat mehrmals auf den Festivals Musique Action in Vandœuvre-lès-Nancy, Musique en Scène in Lyon sowie in Rumänien und der Ukraine auf. Sie arbeitete außerdem im Ensemble Triolid (Album Ur Lamento 2002 mit Laurent Dailleau (Theremin) und David Chiesa (Bass, Perkussion)) mit Taavi Kerikmäe und mit Tim Hodgkinson (Sketch of Now, 2006).
Im Duo mit dem Pianisten Jacques Demierre nahm sie 2004 das Album Avenues (Unit) auf. Sie ist Klarinettistin im Trio Krizda mit Christine Wodrascka (Piano) und Gunda Gottschalk (Viola), spielt in der Formation Archipel von Emmanuel Petit und ist Gründerin des Trios Bords de Mhère (mit Kristof Guez und Marc Pichelin). Ferner arbeitete sie im Laufe ihrer Karriere mit Johannes Bauer, Camel Zekri, Michel Doneda, Franz Hautzinger und Géraldine Keller. 2001 trat sie mit Joëlle Léandre und Marilyn Crispell auf dem Festival Konfrontationen in Nickelsdorf auf. In Japan studierte sie bei einem Aufenthalt in der Villa Kujoyama 2008 die Nō-Rituale und trat 2011 in der Villa Medici von Rom gemeinsam mit Ryōko Aoki auf. 2012 war sie im Rahmen des SWR New Jazz Meeting Mitglied von Carl Ludwig Hübschs Ensemble hübsch acht; sie gehört auch zu dessen Quartett Drift.Zu hören ist sie u. a. auf John Butchers Fluid Fixations (2024).
Die Neue Zeitschrift für Musik charakterisierte Duthoit als Teil „einer musikalischen Bewegung in Frankreich […], die die Grenzen zwischen neuer komponierter und improvisierter Musik aufheben will.“

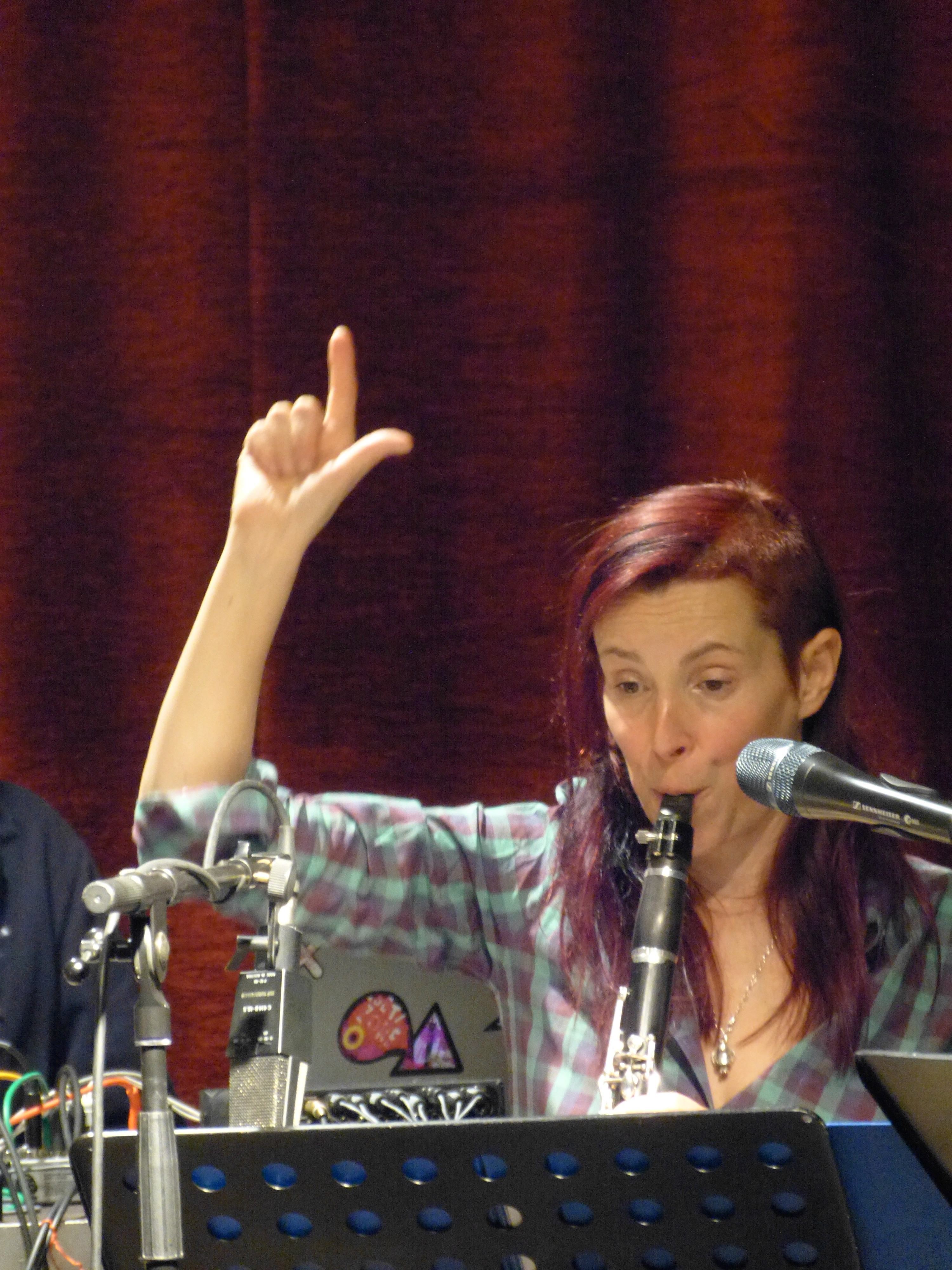
Isabelle Duthoit auf dem SWR New Jazz Meeting 2012

## Diskographische Hinweise
- Isabelle Duthoit / Franz Hautzinger: Lily (Relative Pitch Records, 2017)
- Isabelle Duthoit / Axel Dörner / Matthias Müller / Roy Carroll: The Monophonic Havel (Mamu Music, 2018)|
- Ingebrigt Håker Flaten & Paal Nilssen-Love: Guts & Skins (2023)